# Пичано II (Пезаро и Урбино)
Пичано II је насеље у Италији у округу Пезаро и Урбино, региону Марке.
Према процени из 2011. у насељу је живело 16 становника. Насеље се налази на надморској висини од 109 м.